# Grote Prijs Jef Scherens 2017
Il Grote Prijs Jef Scherens 2017, cinquantunesima edizione della corsa, valido come evento dell'UCI Europe Tour 2017 categoria 1.1, si svolse il 20 agosto 2017 per un percorso di 178,6 km. Fu vinto dal belga Timothy Dupont, che giunse al traguardo in 4h 20' 37" alla media di 41,2 km/h.
Dei 157 ciclisti alla partenza furono 102 a portare a termine la competizione.

## Squadre e corridori partecipanti
| N.    | Cod. | Squadra                      |
| ----- | ---- | ---------------------------- |
| 1-8   | LTS  | Lotto-Soudal                 |
| 11-16 | QST  | Quick-Step Floors            |
| 21-28 | TLJ  | Team Lotto NL-Jumbo          |
| 31-38 | TFO  | Fortuneo-Oscaro              |
| 41-48 | RNL  | Roompot-Nederlandse Loterij  |
| 51-58 | SVB  | Sport Vlaanderen-Baloise     |
| 61-68 | WIL  | Vérandas Willems-Crelan      |
| 71-78 | WGG  | Wanty-Groupe Gobert          |
| 81-88 | WVA  | WB Veranclassic Aqua Protect |
| 91-98 | SKT  | An Post-ChainReaction        |

| N.      | Cod. | Squadra                        |
| ------- | ---- | ------------------------------ |
| 101-108 | BIK  | Bike Channel-Canyon            |
| 111-118 | CIB  | Cibel-Cebon                    |
| 121-128 | ERC  | ERA-Circus                     |
| 131-138 | TJI  | Joker Icopal                   |
| 141-148 | LPC  | Leopard Pro Cycling            |
| 151-158 | MET  | Metec-TKH Continental          |
| 161-168 | PSV  | Pauwels Sauzen-Vastgoedservice |
| 171-178 | RIW  | Riwal Platform Cycling Team    |
| 181-187 | TIS  | Tarteletto-Isorex              |
| 191-198 | TCO  | Team Coop                      |

## Ordine d'arrivo (Top 10)
| Pos. | Corridore         | Squadra      | Tempo    |
| ---- | ----------------- | ------------ | -------- |
| 1    | Timothy Dupont    | Veranda's    | 4h20'37" |
| 2    | Kenny Dehaes      | Wanty-Gobert | s.t.     |
| 3    | Justin Jules      | WB-Veran.    | s.t.     |
| 4    | August Jensen     | Team Coop    | s.t.     |
| 5    | Joeri Stallaert   | Cibel-Cebon  | s.t.     |
| 6    | Erwann Corbel     | Fortuneo     | s.t.     |
| 7    | Braam Merlier     | ERA-Circus   | s.t.     |
| 8    | Alexander Krieger | Trek         | s.t.     |
| 9    | Tim Wellens       | Lotto-Soudal | s.t.     |
| 10   | Davide Martinelli | Quick-Step   | s.t.     |